# La Maison du secret
Pour les articles homonymes, voir Housesitter.
Pour plus de détails, voir Fiche technique et Distribution.
La Maison du secret (Housesitter) est un téléfilm américain réalisé par Christopher Leitch et diffusé en 2007 à la télévision.

## Synopsis
Une jeune femme peintre se trouve un travail de gardiennage sur Internet.
Elle rencontre l'inquiétant propriétaire de la superbe demeure qu'elle doit garder.
Cet homme est un collectionneur de pièces de monnaie et la met rapidement mal à l'aise.
Lorsqu'un conduit d'eau éclate dans la cuisine, elle fait appel à un séduisant plombier et tombe rapidement sous son charme.

## Fiche technique
- Réalisation : Christopher Leitch
- Scénario : Mark David Perry
- Distributeur : 20th Century Fox
- Pays :  États-Unis
- Durée : 90 minutes
- Date de sortie :
  -  France : 11 mai 2007
- Genre : Crime, Drame, Mystère
- Public : Tous publics

## Distribution
- Tori Spelling (VQ : Viviane Pacal) : Elise
- Dean McDermott (VQ : Antoine Durand) : Philip
- Jonathan Higgins (VF : Pierre Tessier, VQ : François Trudel) : Frank
- James A. Woods (VQ : Xavier Dolan) : Randy
- Mariah Inger (VQ : Myriam Houle : Kathy
- Jamieson Boulanger : Gerry
- Jonathan Koensgen : Frank, jeune
- Victor Cornfoot : Policier
- Stephanie Bauder : Charmaine
- Andreas Apergis : M. Swann
- Kayman McKay : Phil, jeune
- Lisa Aitken : Gérante de la galerie d'art
- Stephanie Halin : Mme Jackson, la mère de Phil
- Paulo Pascoal : Philip Brukoni

Source et légende : Version québécoise (VQ) sur Doublage Québec.